# Scholaster
Scholaster (do inglês: magister scholarum, derivado do latim scholasticus, "professor de escola", "sábio") era o termo que representava um chefe de uma escola eclesiástica (escola com igreja colegiada, escola monástica) na Europa medieval.
O scholaster pode ser um dignitário (um alto cargo) em uma catedral ou capítulo colegial, junto a um reitor, precentor, arquidiácono, ou sacristão. Dependendo do tamanho da instituição à qual estava vinculada, eles podiam ser o único professor do estabelecimento educacional, ou gestor, até ser um supervisor de todas as escolas em uma cidade ou território.
O scholaster era capaz de desempenhar quase todas as funções de ensino envolvido, podendo ser substituto de qualquer funcionário educacional ou gestor.

## References
1. 1 2  Peter Nissen and William den Boer, "The Middle Ages after 1200", in Handbook of Dutch Church History, edited by Herman Selderhuis (Göttingen, 2014), pp. 141-142.
2. ↑  Anne Walters Robertson, Guillaume de Machaut and Reims: Context and Meaning in His Musical Works (Cambridge University Press, 2002), pp. 35, 140.
3. ↑  Barbara Helen Haggh, Music, Liturgy, and Ceremony in Brussels, 1350-1500, vol. 1 (University of Illinois at Urbana-Champaign, 1988) , pp. 149-153.